# 彩虹 (AAA單曲)
《彩虹》（虹）是日本的音乐团体AAA的第34张单曲，於2012年10月31日由avex trax发售。

## 概要
- 《彩虹》是KONAMI「職業棒球Dream Nine」商業搭配歌曲
- B面曲《good day》是伊藤洋華堂「goodday秋冬2012」的電視廣告歌曲。此曲是AAA繼《PARADISE》、《重要的事》、《No cry No more》、《CALL》、《I4U》、《Light》、《SAILING》、《WISHES》、《Still Love You》、《777 ～We can sing a song!～》後第十一首伊藤洋华堂电视广告歌曲。
- 此單曲有3個版本，分別有「CD+DVD（Jacket A）」、「CD ONLY（Jacket B）」和「mu-mo shop限定盤」。「CD+DVD（Jacket A）」收錄了《虹》的PV和Making。
- 《彩虹》此曲同時收錄在GReeeeN2014年8月推出的專輯『今から親指が消える手品しまーす。』，並進行了selfcover。
- 在11月12日於公信榜单曲週榜取得第3位。

## 收錄内容

### CD+DVD（Jacket A）
CD
1. 彩虹
（作詞・作曲：GReeeeN　編曲：Takehito Shimizu, ats-）
2. good day
（作詞：leonn  Rap詞：Mitsuhiro Hidaka  作曲：Kazuhito Kikuchi  編曲：ats-）
3. 彩虹(Instrumental)
4. good day(Instrumental)

DVD
1. 彩虹（Music Clip）
2. 彩虹（Off Shot）

### CD ONLY（Jacket B）
1. 彩虹
2. good day
3. good day （Shohei Matsumoto EDM Remix）
4. good day （Remo-con Remix）
5. 彩虹(Instrumental)
6. good day(Instrumental)

### CD（mu-mo shop限定盤）
1. 彩虹
2. good day
3. Think about AAA 7th Anniversary 〜season 22〜

## 引用
1. ↑   (新闻稿). 愛貝克思官方網站 avex taiwan inc. 2013-09-27  [2015-09-12]. （原始内容存档于2015-05-12） （中文（臺灣））. 彩虹